# Anales del Museo de La Plata
Anales del Museo de La Plata fue una publicación del Museo de La Plata orientada a la comunicación de investigaciones sobre ciencias naturales y antropológicas realizadas en la propia institución. Fue creada por el entonces director del Museo, Francisco Pascasio Moreno, en 1890.

## Historia
Los Anales del Museo de La Plata (en adelante los Anales) fue uno de los proyectos de Francisco P. Moreno para mostrar las actividades de investigación en el Museo de La Plata, fomentar el crecimiento de sus colecciones y servir como elemento de canje con museos, instituciones y bibliotecas de todo el mundo, acrecentando el catálogo de la Biblioteca del Museo (actualmente llamada Biblioteca Florentino Ameghino).
En los primeros años del Museo, Moreno consideró que debía tener su propio catálogo de publicaciones. La calidad de las imágenes de los Anales esperada por Moreno era tal que consideró que no existían imprentas adecuadas para su realización. Para tal fin, a los pocos años de su inauguración, se instaló en la institución un taller de fotografía, en 1885 y posteriormente un taller gráfico, en donde se editarían las revistas, así como materiales oficiales del Museo y la provincia. Ya en 1888 Moreno mencionaba que prontamente verían la luz los primeros números de los Anales y la Revista del Museo de La Plata, pero que por entonces se estaban realizando las ilustraciones que los acompañarían. El primer número de los Anales se publicó en abril de 1890. Desde la creación del taller de impresiones hasta la cesión del Museo por parte de la Provincia de Buenos Aires a la Universidad Nacional de La Plata se imprimieron 21 números de los Anales. Posteriormente, esta publicación se imprimió en imprentas privadas (Casa Coni, en Buenos Aires), hasta su desaparición.
Tanto los Anales como la Revista del Museo de La Plata fueron un instrumento en la gestión política de Moreno. Así, durante los primeros años, el director del Museo puso a disposición a ambas publicaciones para la presentación de trabajos de quienes habían colaborado en la creación del Museo Antropológico y Arqueológico de Buenos Aires y posteriormente en el Museo de La Plata. De esta forma, publicaron en las secciones de historia general e historia americana de los Anales personalidades argentinas de la época como Bartolomé Mitre, Clemente L. Fregueiro y Samuel Lafone Quevedo entre muchos otros. Asimismo, se publicaban trabajos tanto en español como en francés y otros idiomas.
Los Anales tuvieron dos series, la primera se extendió desde 1890 hasta 1906. En este primer período se evidenciaba la preponderancia de temáticas vinculadas al crecimiento de las colecciones paleontológicas, en consonancia con las prioridades del Museo. En 1909 la publicación se discontinuó hasta 1924, cuando se reanudó durante la gestión de Luis María Torres en el Museo con la segunda serie, publicada hasta 1953.

## Aspectos técnicos, temáticas y periodicidad
Las láminas de los Anales tuvieron grandes tiradas y durante varias décadas podían encontrarse en los rincones del Museo. El formato in-folio de los tomos era mayor que el de la Revista del Museo de La Plata, que tenía calidad similar y un formato más maleable (in-4°). La periodicidad de publicación era anual y contaba con secciones de mineralogía y geología, historia general, arqueología e historia americana. Esta organización, de forma similar a la de la Revista del Museo de La Plata, replica las áreas y divisiones del Museo. 
Si bien la periodicidad era anual, esta regularidad se mantuvo hasta 1896. Las secciones tuvieron la siguiente frecuencia: Paleontología (1890, 1893, 1894, 1896, y 1903); Mineralogía y Geología (1892 y 1900); Antropología (1896 y 1897); Arqueología (1890 y 1892), Zoología (1893, 1895 y 1896); Historia General (1892); Historia Americana (1890, 1891 y 1892); y Botánica (1902).
Especialmente en los números de la primera serie, los Anales eran considerados "obras de arte" por la calidad de los fotograbados y la tipografía. En la presentación de los fundamentos de la nueva universidad que realizó al gobernador de la Provincia de Buenos Aires, Marcelino Ugarte, Joaquín V. González, el impulsor de la Universidad Nacional de La Plata y primer presidente de esta, mencionaba a la publicación considerándola un ejemplo a seguir en cuanto a la calidad de las revistas de las unidades académicas de la universidad.